# Villa Zanelli
La Villa Zanelli rappresenta uno dei più significativi capolavori di stile Liberty in Italia. Si trova nel comune di Savona, lungo la spiaggia del quartiere di Legino.

## Storia
Edificata nel 1907 dal capitano di lungo corso Nicolò Zanelli, situata in un vasto giardino in comunicazione col mare, fino al 1933 appartenne alla famiglia Zanelli, e poi venduta al comune di Milano che la trasformò in campeggio e colonia internazionale. Durante le fasi della seconda guerra mondiale è adibita a campo ospedaliero (sono ancora visibili le tracce delle croci rosse sulle pareti esterne).
Dal 1967 diventa, grazie alla regione, struttura utilizzata dall'USL per il trattamento dei cardiopatici, ma nel 1998 il crollo di una parte dell'edificio impone la chiusura dell'attività ospedaliera per ragioni di sicurezza. Dal 2020 sono iniziati i lavori per il recupero e la ristrutturazione della struttura.

Grazie ad un'analisi degli elementi stilistici
 si afferma che la villa è stata progettata da Gottardo Gussoni e Pietro Fenoglio, uno dei più importanti architetti dello stile Liberty italiano.
A Gennaio 2009 esce la notizia che Villa Zanelli potrebbe diventare una scuola superiore di formazione turistico-alberghiera, secondo l’idea che da ormai dieci mesi circola in Regione.
A Ottobre 2012 esce la notizia che Villa Zanelli cambia destinazione e diventerà albergo: ma il vincolo sul terreno scoraggia gli investitori.
A Giugno 2016 esce la notizia che Villa Zanelli diventerà il primo Museo italiano dell’Estate.
A Ottobre 2019 Il presidente Toti ha riferito che “a febbraio siamo pronti ad aprire il cantiere per il restyling di Villa Zanelli a Savona, se i tempi saranno rispettati subito dopo Natale saremo in grado di presentare il progetto definitivo ed esecutivo per la ristrutturazione della villa liberty savonese”.
A Dicembre 2019 esce la notizia che è stato firmato il bando per la riqualificazione di Villa Zanelli.
A Luglio 2020 iniziano i lavori di riqualificazione, che prevedono un albergo con ristorante, un museo e un parco storico.
A Maggio 2023 esce la notizia che si cercano gestori per Villa Zanelli.
A Marzo 2024 esce la notizia che la villa riapre dopo 3 anni di lavori per la tre giorni di open day.
A Dicembre 2024 esce la notizia che Villa Zanelli è ancora senza gestore, temendo che possa avviarsi verso un nuovo degrado.